# X-Men: Viitorul este trecut
X-Men: Days of Future Past este un film cu supereroi din 2014, bazat pe personajele X-Men fictive care apar în Marvel Comics. Regizat de Bryan Singer, acesta este cea de-a șaptea parte din seria de filme X-Men și este un sequel pentru filmele X-Men: The Last Stand (2006) și X-Men: First Class (2011). Povestea filmului e inspirată din comicsul Days of Future Past din 1981 (din seria Uncanny X-Men) și se focusează pe două perioade de timp, cu Wolverine fiind transferat înapoi în timp, în 1973, pentru a salva viitorul omenirii. Filmul prezintă o distribuție de ansamblu, incluzându-i pe Hugh Jackman, James McAvoy, Michael Fassbender, Jennifer Lawrence, Halle Berry, Anna Paquin, Ellen Page, Peter Dinklage, Ian McKellen și Patrick Stewart.
Pelicula este o co-producție britanico-americană, cu un buget de 200 de milioane $. Premiera filmului a vut loc pe 10 mai 2014, în New York City.
X-Men: Days of Future Past a devenit cel mai bine primit film din seria X-Men, având și cele mai mari încasări dintre acestea – peste 748 milioane $ pe plan mondial, devenind astfel al 6-lea film din 2014 după nivelul încasărilor. Filmul a fost nominalizat la Premiul Oscar pentru cele mai bune efecte vizuale, devenin primul film din seria X-Men nominalizat la Oscar.
Un sequel, X-Men: Apocalypse, este programat a fi lansat pe 27 mai 2016.

## Prezentare
Intriga filmului are loc în două perioade: în tumultul politic al anului 1973 și într-un viitor distopic nu prea îndepărtat.

## Distribuție
- Hugh Jackman – Logan / Wolverine
- James McAvoy și Patrick Stewart – Charles Xavier / Professor X
- Michael Fassbender și Ian McKellen – Erik Lehnsherr / Magneto
- Jennifer Lawrence – Raven Darkhölme / Mystique
- Halle Berry – Ororo Munroe / Storm
- Nicholas Hoult și Kelsey Grammer – Hank McCoy / Beast
- Anna Paquin – Marie / Rogue
- Ellen Page – Kitty Pryde
- Peter Dinklage – Bolivar Trask
- Shawn Ashmore – Bobby Drake / Iceman
- Omar Sy – Bishop
- Evan Peters – Peter Maximoff / Quicksilver
- Josh Helman – Maior William Stryker
- Daniel Cudmore – Peter Rasputin / Colossus
- Fan Bingbing – Clarice Ferguson / Blink
- Adan Canto – Sunspot
- Booboo Stewart – James Proudstar / Warpath

Addițional, Famke Janssen și James Marsden și-au reluat rolurile lui Jean Grey și Scott Summers / Cyclops respectiv în apariții cameo, iar Lucas Till rolul lui Alex Summers / Havok. Evan Jonigkeit îlportretizează pe Toad.

## Muzică
Track listing
| Nr. | Titlu                                                              | Lungime |  |
| 1.  | „The Future - Main Titles”                                         | 2:44    |  |
| 2.  | „Time's Up”                                                        | 4:18    |  |
| 3.  | „Hope (Xavier's Theme)”                                            | 4:48    |  |
| 4.  | „I Found Them”                                                     | 2:52    |  |
| 5.  | „Saigon/Logan Arrives”                                             | 4:36    |  |
| 6.  | „Pentagon Plan/Sneaky Mystique”                                    | 3:25    |  |
| 7.  | „He Lost Everything”                                               | 1:51    |  |
| 8.  | „Springing Erik”                                                   | 3:33    |  |
| 9.  | „How Was She”                                                      | 1:47    |  |
| 10. | „All Those Voices”                                                 | 3:19    |  |
| 11. | „Paris Pandemonium”                                                | 7:45    |  |
| 12. | „Contacting Raven”                                                 | 1:48    |  |
| 13. | „Rules of Time”                                                    | 3:07    |  |
| 14. | „Hat Rescue”                                                       | 1:30    |  |
| 15. | „Time's Up” (Film Version)                                         | 3:34    |  |
| 16. | „The Attack Begins”                                                | 5:04    |  |
| 17. | „Join Me”                                                          | 3:20    |  |
| 18. | „Do What You Were Made For”                                        | 2:56    |  |
| 19. | „I Have Faith in You/Goodbyes”                                     | 2:27    |  |
| 20. | „Welcome Back/End Titles”                                          | 3:58    |  |
| 21. | „Time in a Bottle” (Performed by Jim Croce)                        | 2:27    |  |
| 22. | „The First Time Ever I Saw Your Face” (Performed by Roberta Flack) | 5:20    |  |

## Premii
| An   | Premiu                        | Categorie                                                                                          | Recipient                       | Rezultat     | Ref.        |
| ---- | ----------------------------- | -------------------------------------------------------------------------------------------------- | ------------------------------- | ------------ | ----------- |
| 2014 | Golden Trailer Awards         | Best Summer 2014 Blockbuster Trailer                                                               | X-Men: Days of Future Past      | Nominalizare | [ 6 ]       |
| 2014 | MTV's Fandom Awards           | Fandom of the Year                                                                                 | X-Men: Days of Future Past      | Nominalizare | [ 7 ] [ 8 ] |
| 2014 | Teen Choice Awards            | Choice Movie: Sci-Fi/Fantasy                                                                       | X-Men: Days of Future Past      | Nominalizare | [ 9 ]       |
| 2014 | Teen Choice Awards            | Choice Movie: Actress Sci-Fi/Fantasy                                                               | Halle Berry                     | Nominalizare | [ 9 ]       |
| 2014 | Teen Choice Awards            | Choice Movie: Actress Sci-Fi/Fantasy                                                               | Jennifer Lawrence               | Câștigat     | [ 9 ]       |
| 2014 | Teen Choice Awards            | Choice Movie: Villain                                                                              | Michael Fassbender              | Nominalizare | [ 10 ]      |
| 2014 | Teen Choice Awards            | Choice Movie: Scene Stealer                                                                        | Nicholas Hoult                  | Nominalizare | [ 10 ]      |
| 2014 | Teen Choice Awards            | Choice Movie: Scene Stealer                                                                        | Ellen Page                      | Nominalizare | [ 10 ]      |
| 2014 | Young Hollywood Awards        | Best Cast Chemistry – Film                                                                         | X-Men: Days of Future Past      | Nominalizare | [ 12 ]      |
| 2014 | Young Hollywood Awards        | Favorite Flick                                                                                     | X-Men: Days of Future Past      | Nominalizare | [ 12 ]      |
| 2014 | Young Hollywood Awards        | Fan Favorite Actor - Female                                                                        | Jennifer Lawrence               | Nominalizare | [ 12 ]      |
| 2014 | Young Hollywood Awards        | Super Superhero                                                                                    | Nicholas Hoult                  | Nominalizare | [ 12 ]      |
| 2015 | People's Choice Awards        | Favorite Movie                                                                                     | X-Men: Days of Future Past      | Nominalizare | [ 13 ]      |
| 2015 | People's Choice Awards        | Favorite Action Movie                                                                              | X-Men: Days of Future Past      | Nominalizare | [ 13 ]      |
| 2015 | Screen Actors Guild Awards    | Outstanding Performance by a Stunt Ensemble in a Motion Picture                                    | X-Men: Days of Future Past      | Nominalizare | [ 14 ]      |
| 2015 | AACTA Awards                  | Best Visual Effects                                                                                | X-Men: Days of Future Past      | Nominalizare | [ 15 ]      |
| 2015 | Visual Effects Society Awards | Outstanding Visual Effects in a Visual Effects Driven Photoreal/Live Action Feature Motion Picture | X-Men: Days of Future Past      | Nominalizare | [ 16 ]      |
| 2015 | Visual Effects Society Awards | Outstanding Virtual Cinematography in a Photoreal/Live Action Feature Motion Picture               | X-Men: Days of Future Past      | Câștigat     | [ 16 ]      |
| 2015 | Visual Effects Society Awards | Outstanding Effects Simulations in a Photoreal/Live Action Feature Motion Picture                  | X-Men: Days of Future Past      | Câștigat     | [ 16 ]      |
| 2015 | British Academy Film Awards   | Best Special Visual Effects                                                                        | X-Men: Days of Future Past      | Nominalizare | [ 17 ]      |
| 2015 | Premiile Oscar                | Best Visual Effects                                                                                | X-Men: Days of Future Past      | Nominalizare | [ 18 ]      |
| 2015 | Saturn Award                  | Best Comic Book-to-Film Release                                                                    | X-Men: Days of Future Past      | În așteptare | [ 19 ]      |
| 2015 | Saturn Award                  | Best Film Director                                                                                 | Bryan Singer                    | În așteptare | [ 19 ]      |
| 2015 | Saturn Award                  | Best Film Editing                                                                                  | John Ottman                     | În așteptare | [ 19 ]      |
| 2015 | Saturn Award                  | Best Film Costume                                                                                  | Louise Mingenbach               | În așteptare | [ 19 ]      |
| 2015 | Saturn Award                  | Best Film Make-Up                                                                                  | Adrien Morot, Norma Hill-Patton | În așteptare | [ 19 ]      |
| 2015 | Kids' Choice Awards           | Favorite Female Action Star                                                                        | Halle Berry                     | Nominalizare | [ 20 ]      |
| 2015 | Kids' Choice Awards           | Favorite Female Action Star                                                                        | Jennifer Lawrence               | Câștigat     | [ 20 ]      |
| 2015 | Kids' Choice Awards           | Favorite Female Action Star                                                                        | Ellen Page                      | Nominalizare | [ 20 ]      |
| 2015 | Kids' Choice Awards           | Favorite Male Action Star                                                                          | Hugh Jackman                    | Nominalizare | [ 20 ]      |
| 2015 | Kids' Choice Awards           | Favorite Movie Actor                                                                               | Hugh Jackman                    | Nominalizare | [ 20 ]      |
| 2015 | MTV Movie Awards              | Best Villain                                                                                       | Peter Dinklage                  | Nominalizare | [ 21 ]      |
| 2015 | Empire Awards                 | Best Sci-Fi/Fantasy                                                                                | X-Men: Days of Future Past      | Câștigat     | [ 22 ]      |

De asemenea, filmul a fost inclus în „Top 10 filme ale anului 2014” în versiunea revistei Vanity Fair'.

## Vezi și
- Listă de filme distopice